# RTP Arena
A RTP Arena (anteriormente RTP Arena eSports) é uma plataforma online dedicada à transmissão e divulgação de campeonatos nacionais e internacionais de jogos eletrónicos.
Desde o seu início que a plataforma é acompanhada por um magazine semanal, transmitido nas madrugadas das quintas-feiras, inicialmente das quartas-feiras, na RTP1, sendo também disponibilizado na RTP Play e no sítio oficial da RTP Arena. Durante os primeiros tempos, ainda foi acompanhado por um programa semanal na Antena 3, também disponibilizado na RTP Play.
Entre a data de estreia da plataforma, 29 de abril de 2016, e 10 de outubro de 2017, o canal da plataforma era transmitido exclusivamente no sítio oficial da RTP Arena, sendo que após um acordo com a Twitch, a partir de 10 de outubro de 2017, o canal passou a ser transmitido exclusivamente na Twitch. Ao longo do tempo, a plataforma foi contando com diversos canais na Twitch, quer seja devido a alguns campeonatos serem transmitidos simultaneamente, quer seja para agrupar os campeonatos dependendo dos jogos transmitidos.
Atualmente, a RTP Arena conta com um somatório de 66 mil seguidores nos seus canais oficiais na Twitch. Durante o Moche XL eSports, a RTP Arena, no canal rtparenacsgo, conseguiu bater recordes e atingir 57 mil espetadores em direto.

## Canais
| Canal             | Descrição | Seguidores |
| ----------------- | --- | ---------- |
| RTP Arena         | Canal dedicado à transmissão de campeonatos de League of Legends, Fortnite, PlayerUnknown’s Battlegrounds, Hearthstone, Overwatch e Counter-Strike: Global Offensive.                                                                                      | 59 665     |
| RTP Arena CS:GO   | Canal dedicado à transmissão de campeonatos de Counter-Strike: Global Offensive. Este foi o primeiro canal criado pela RTP Arena na Twitch, contando inicialmente com o nome rtparena, sendo que mais tarde, acabou por ser transferido para rtparenacsgo. | 172 322    |
| RTP Arena FIFA    | Canal dedicado à transmissão de campeonatos de FIFA 22. | 35 088     |
| RTP Arena CS:GO 2 | Canais criados para a transmissão de campeonatos durante o Moche XL eSports. Os canais contaram com a transmissão de campeonatos de Counter-Strike: Global Offensive e Clash Royale.                                                                       | 32 369     |

## Competições transmitidas

### 2016
- Liga Portuguesa de League of Legends (atualmente Moche LPLOL) (10 de maio - 11 de dezembro)
- Omen Fnac Hearthstone Challenge (16 de dezembro - 19 de dezembro)

### 2017
- Liga Portuguesa de CS:GO (ou Moche LPGO) (10 de outubro - 28 de novembro)
- Omen Battlegrounds Arena - Qualificador Aberto para Lisboa Games Week 2017 (9‎ de ‎nov‎embro)
- Taça de Portugal de CS:GO (ou Moche TPGO) (28 de novembro - 24 de janeiro de 2018)
- Gamergy Masters Clash Royale - Qualificador PT (9 de dezembro - 24 de janeiro de 2018)
- FPF eSports Supertaça Allianz (12 de dezembro)
- FPF eSports Allianz Cup (13 de dezembro)
- FPF eSports Christmas Cup (28 de dezembro)

### 2018
- ELEAGUE Major 2018 (a partir dos playoffs) (26 de janeiro - 28 de janeiro)
- Mercedes-Benz Master League Portugal by ASUS
- Moche XL eSports
- OMEN EuroGamer CS:GO Challenge